# Јурај I Шубић
Јурај I Шубић Брибирски (око 1247 - 1302) је био кнез далматинских градова (лат. civitatum maritimarum comes) из породице Шубић.

## Биографија
Био је син Стјепка Шубића и брат Павла I и Младена I Шубића. У изворима се помиње од 1267. до 1303. године као шибенички кнез. Био је најближи сарадник бана Павла; одиграо је важну улогу у изградњи моћи Шубића у Хрватској. Након сукоба са Качићима и заузимања њихове кнежевине, постао је омишки кнез око 1280. године. Користећи се омишком пиратском флотом, ратовао је против Млетачке републике. Од 1281. године је био трогирски, а од 1290. године нински кнез, да би око 1294. године понео титулу кнеза далматинских градова. Обављао је бројне дипломатске мисије на папском и напуљском двору, као и у Венецији. Учествовао је у угарском грађанском рату у коме је Карло Роберт дошао на власт.